# János Árgyelán
János Árgyelán (ur. 26 stycznia 1969 w Gyuli) – węgierski piłkarz grający na pozycji pomocnika.

## Życiorys
Seniorską karierę rozpoczynał w Gyulai FC, a w 1990 roku został zawodnikiem Békéscsabai Előre FC. W barwach tego klubu zadebiutował w NB I 19 sierpnia w przegranym 1:2 meczu z Tatabányai Bányász SC. Po sezonie spadł z klubem do NB II, a w 1992 roku awansował do NB I. W 1993 roku został wybrany węgierskim piłkarzem roku. Rok później przeszedł do ETO FC Győr. W 1996 roku wraz z Honvédem zdobył puchar Węgier. W 1997 roku został zawodnikiem Újpestu, z którym zdobył mistrzostwo Węgier. Karierę zawodniczą kończył w 2012 roku.

## Statystyki ligowe
| Sezon         | Klub                     | Liga    | Mecze | Gole |
| ------------- | ------------------------ | ------- | ----- | ---- |
| 1990/1991     | Békéscsabai Előre FC     | NB I    | 19    | 0    |
| 1991/1992     | Békéscsabai Előre FC     | NB II   | 30    | 7    |
| 1992/1993     | Békéscsabai Előre FC     | NB I    | 23    | 5    |
| 1993/1994     | Békéscsabai Előre FC     | NB I    | 21    | 6    |
| 1994/1995 (j) | ETO FC Győr              | NB I    | 3     | 0    |
| 1994/1995 (w) | EMDSZ-Soproni LC         | NB I    | 3     | 1    |
| 1995/1996 (j) | ETO FC Győr              | NB I    | 0     | 0    |
| 1995/1996 (w) | Kispest-Honvéd FC        | NB I    | 3     | 0    |
| 1996/1997 (j) | Videoton FC Fehérvár     | NB I    | 2     | 0    |
| 1996/1997 (w) | Újpesti TE               | NB I    | 3     | 1    |
| 1997/1998 (j) | 1.FC DAC Dunajská Streda | 1. liga | 1     | 0    |
| 1997/1998 (w) | Békéscsabai Előre FC     | NB I    | ?     | ?    |
| 1998/1999 (j) | Újpesti TE               | NB I    | 0     | 0    |
| 1998/1999 (w) | Haladás-Milos            | NB I    | 5     | 0    |